# بقرزلا
هي قرية لبنانية من قرى قضاء عكار في محافظة الشمال. تقع في تجمع للقرى يسمى الهضبات. يسكنها 1500 نسمة ويعيش 7000 من سكانها في الغربة وترتفع 280 م عن سطح البحر